# Immanuel Birnbaum
Immanuel Birnbaum (* 12. August 1894 in Königsberg; † 22. März 1982 in München) war ein deutscher Journalist und Publizist.

## Leben
Immanuel Birnbaum war ein Sohn des Oberkantors Edward Birnbaum (1855–1920) und der Ida Klein (1867–1922), sein Bruder wurde als polnischer Widerstandskämpfer 1942 von den Deutschen erschossen, seiner Schwester gelang die Flucht. Die Familie hatte die österreichische Staatsbürgerschaft und ab 1904 die preußische und deutsche. Birnbaum wurde 1940 aus dem Deutschen Reich ausgebürgert, er erhielt 1947 die österreichische und 1955 erneut die deutsche Staatsbürgerschaft.
Er studierte von 1912 bis 1919 – unterbrochen durch die zeitweilige Teilnahme am Ersten Weltkrieg – Rechtswissenschaften und Philosophie in Freiburg, Königsberg und München. Nach dem Ende des Krieges war Birnbaum in München als Sprecher der nichtkorporierten Studenten an der Gründung des dortigen Allgemeinen Studentenausschusses (AStA) im November 1918 und wenig später auch an der des Dachverbandes Deutsche Studentenschaft führend beteiligt.
Nach dem Studium arbeitete das SPD-Mitglied (seit 1917) Birnbaum als Journalist und lebte seit 1927 als Korrespondent für verschiedene deutschsprachige Zeitungen (u. a. Vossische Zeitung, Frankfurter Zeitung) in Warschau. Dort unterhielt er nach 1933 auch Verbindungen zur Exil-SPD (Sopade) und zu polnischen Widerstandskreisen. Nach dem deutschen Einmarsch in Polen emigrierte er 1939 über Lettland zunächst nach Finnland und später Schweden, wo er von 1940 bis 1943 wegen illegaler Widerstandsarbeit interniert wurde. 1946 kehrte er zunächst als Presseattaché der österreichischen Gesandtschaft nach Warschau zurück, wurde von dort aber 1949 ausgewiesen und übersiedelte nach Wien, wo er wieder als Korrespondent für mehrere Zeitungen, darunter die Süddeutsche Zeitung in München, tätig war.
Von 1953 bis 1972 leitete Birnbaum schließlich das Ressort Außenpolitik der Süddeutschen Zeitung; von 1960 bis 1976 war er dort zudem stellvertretender Chefredakteur. In dieser Zeit galt er als scharfsinniger Vordenker einer auf Verständigung zielenden „Neuen Ostpolitik“. Für sein journalistisches und politisches Wirken wurde er mehrfach ausgezeichnet.
Birnbaum heiratete 1923 Lucia Richter (1900–1945), sie hatten zwei Kinder, darunter den Zeithistoriker und Politikwissenschaftler Karl E. Birnbaum, und 1949 die Bibliothekarin Lydia Alicja Orszanowska (1927–2006), mit der er ebenfalls zwei Kinder hatte. Der jüngste Sohn Michael Birnbaum war ebenfalls Journalist und bei der Süddeutschen Zeitung unter anderem Afrika-Korrespondent. Der schwedische Kurator Daniel Birnbaum ist ein Enkel Birnbaums. Er veröffentlichte 2018 die fiktionale Biografie Dr. B. über dessen Flucht aus dem nationalsozialistischen Deutschland und die Exiljahre in Schweden.

## Auszeichnungen
- Großes Ehrenzeichen für Verdienste um die Republik Österreich (1960)[1]
- Theodor-Wolff-Preis (1970)
- Bayerischer Verdienstorden (1971)
- Königlicher Wasa-Orden (Schweden, 1972)
- Orden des Löwen von Finnland (1973)

## Schriften (Auswahl)
- Die Entstehung der studentischen Selbstverwaltung in Deutschland 1918/19. In: Victor-Emanuel Preusker (Hrsg.): Festschrift für Hermann Wandersleb zur Vollendung des 75. Lebensjahres. Bonn 1970, S. 37–48.
- Achtzig Jahre dabeigewesen. Erinnerungen eines Journalisten. München : Süddeutscher Verlag, o. J. (1974)